# Malepartus

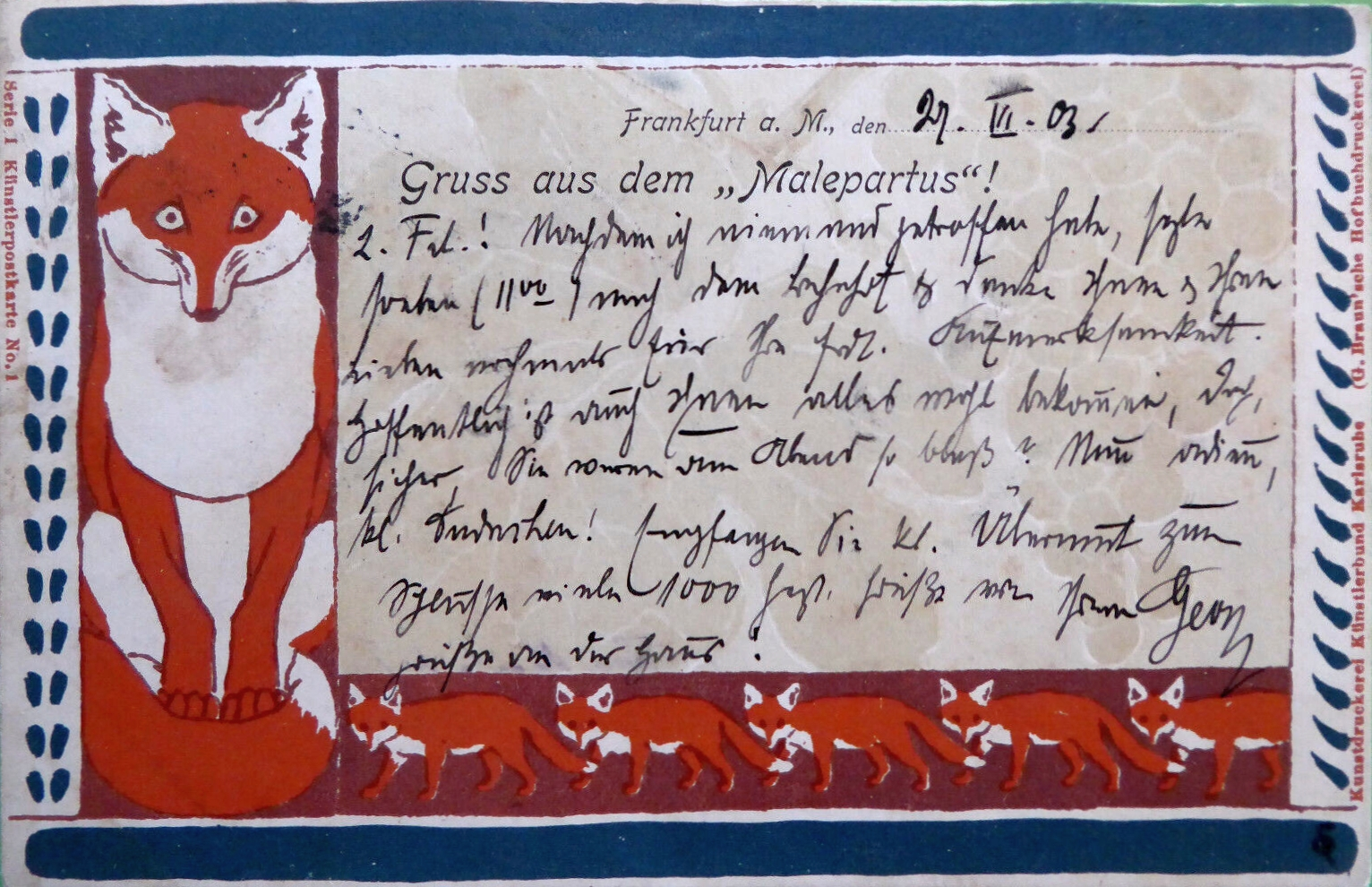
Postkarte, gelaufen in Frankfurt am Main, 1903

Malepartus (neulateinisch, von französisch mal ‚schlecht, schlimm‘ und pertuis ‚Durchgang (Loch)‘) bezeichnet in der Tierfabel die Wohnung des Fuchses. Der Begriff taucht in vielen Fabeln auf, eine tragende Rolle hat er in den Adaptionen der niederdeutschen Fabel Reineke Fuchs. Die Fabel wurde von Johann Christoph Gottsched 1752 ins Deutsche übertragen und 1794 auch von Goethe bearbeitet. Malepartus taucht dort bereits im ersten Gesang auf, in welchem sich viele Tiere über die Untaten des Fuchses beklagen, und nur der Dachs für ihn spricht:
Malepartus, sein Schloß, hat er verlassen und baut sich

Eine Klause zur Wohnung. Wie er so mager geworden,

Bleich von Hunger und Durst und andern strengeren Bußen,

Die er reuig erträgt, das werdet Ihr selber erfahren.
Auch in anderen Literaturgattungen wird der Begriff verwendet, entweder im Fabelsinne, so zum Beispiel in Friedrich Spielhagens Roman Hammer und Amboss:

„[…] und schaute zu, wie unter mir zwischen den gewaltigen Steinen Ehren-Reinecke aus seinem Malepartus kroch und es sich in der Frühmorgensonne behaglich machte, während ein paar Schritte weiter die halberwachsenen Jungen in ausgelassenster Lustigkeit sich jagten und über einander kollerten […]“

oder bei Fürst von Pückler-Muskaus Aus Mehemed Alis Reich, wo es allerdings um eine Hyäne geht: 

„Wir störten hier eine Hyäne auf, die sich aber sogleich wieder unter dem Mauerwerk verkroch, ohne daß wir sie außerhalb desselben fliehen sahen, so daß sie also wahrscheinlich ein festes Malepartus hier hatte, in das sie sich vor uns zurückzog.“

An anderer Stelle bezeichnet Malepartus im übertragenen Sinne – aber auch wieder im Wortsinne – den Zufluchtsort eines bösen, schlechten Menschen, so etwa in Gottfried Kellers Zürcher Novelle „Der Narr auf Manegg“: 

„Andere wußte er in sein Malepartus zu locken und so in Bedrängnis zu bringen, daß sie mit Not den Mauern und der Gefahr entrannen.“

Zu vergleichen ist auch Harry Kümels Film Malpertuis mit Orson Welles und Mathieu Carrière.
Ein Namensbezug besteht zur Malepartushütte im Harz, zur Grube Malapertus in Wetzlar und zur Ausflugsgaststätte Malepartus in Lienen.